# Lux (együttes)
A Lux együttes 1968-ban megalakult debreceni rockzenekar.

## Megalakulása, korai korszaka
1963-tól, a The Beatles sikereitől felbuzdulva Debrecenben is aktív beatzenei élet indult. Elsőként a Mercur együttes alakult meg, őket követte egy sor kisebb hírű együttes, amelyek legtöbbje külföldi, leginkább angol és amerikai számokat játszott, pl. a Rangers, a Red Devils és a Rivers. A bandáknak többnyire saját klubjuk volt, nemegyszer vállalatuk kultúrtermében.
A később Lux nevet felvett együttes 1968-ban alakult a Gambrinus közben, a későbbi Zenei Könyvtár helyén működött beatklubban, amelynek vezetői, Fazekas László és Joób Árpád szerveztek bemutatkozási lehetőségeket a fiatal zenészeknek. Még abban az évben Arany Bika szálló Bartók-termében rendeztek hangversenyt, amelyen a Mercur és a Rivers mellett ez a még névtelen együttes is felléphetett. A 
Luxembourgi Rádióban hallható, ún. „Luxi” zenét játszottak. Fazekas Lászlónak innen jött az az ötlete, hogy legyen a nevük Lux együttes.
A zenekarban szerepelt Szalay Sándor (gitár), Mészáros Balázs (basszusgitár), Tikász Sándor (gitár, ének), Bubla Zoltán (dob) és Szálkay Sándor (ének, zongora). Radikális változást jelentett, amikor Pikó Sándor tanulmányait befejezve, hazatért Budapestről. 1970. október 23-án Pikó (dob), Felkai Miklós (gitár) és Tikász Sándor (basszusgitár) megírták az alapító nyilatkozatot, a „Dekrétumot”. Muzsikájuk ekkor bluesalapú rockzene volt. A Cream és a Jimi Hendrix Experience stílusában, trióként játszottak, de már akkoriban is születtek saját számaik.
Felkait 1971-ben behívták katonának, őt átmenetileg Lámer Emil gitáros helyettesítette. A Lux trió első sikere a Salgótarjánban megrendezett Országos Beatfesztiválon kapott bronzdiploma volt. Később Tikász lett a gitáros, Kovács György pedig a basszusgitáros. Felkai eltávozásai alkalmával volt alkalmuk próbálni, így tudtak 1972-ben nagysikerű koncertet adni az Agrártudományi Egyetemen.
Közben Tikászt is bevonult katonának, ekkor belépett az együttesbe Makranczy Béla (ének) és Nagy Istók László, becenevén Zicsi (basszusgitár). Ekkor készült saját szerzeményeik, pl. a Nyáridőben, Szerelem, Sohasem éred el stb., első CD-jükön is megjelentek. Sikeresen szerepeltek számtalan vetélkedőn és fesztiválon ebben a felállásban.
Akkoriban jött haza külföldi vendéglátózásából Seicher Tibor, az Astor együttes vezetője, aki újjászervezte zenekarát. Felkait, Makranczyt és Zicsit ekkor átcsábította az Astorba. Pikó, Tikász, Gombos Gézával (basszusgitár) és Bessenyei Györggyel (gitár) élesztették újra a Luxot.

### Az 1970-es évek második fele
Termékeny időszak volt ez a Lux életében. Állandó klubjaik voltak ahol rendszeresen felléptek Debrecenben, és országosan is sikersorozatot abszolváltak különböző fesztiválokon. A szintén az Astorba távozott Gombos Géza helyet cserélt Zicsivel. 1975-ben a Mercur után a Lux lett a házigazda zenekar a Pedagógusok Szakszervezetének Bethlen utcai Megyei Művelődési Házában, a „Pediben”.
1976-tól a zenekar átköltözött a MÁV Járműjavító Egyetértés Művelődési Házába, a „Járműbe”. Bár a klub félreeső helyen, a Faraktár utcában volt, mégis teltházas koncerteket adtak.
Saját szerzeményeikkel, pl. A néptanító, Ólomlepke, Északi szél, szép sikereket könyvelhettek el 1975-ben, ’77-ben és ’78-ban országos beatfesztiválokon. 1978-ban az orosházai elődöntő után, a Győrben megrendezett III. Országos amatőr pop-jazz-rock napokon elsők lettek. Aranydiplomát kaptak, és elnyerték „Az év együttese” címet, és a Magyar Rádió is felvette a koncertjüket.
A debreceni mellett a Budai Ifjúsági Parknak is rendszeres fellépői voltak, olyan debreceni bandák mellett, mint a Panta Rhei, Color, Pátria. Rövid ideig két dobosos felállással is kísérleteztek; Pikó mellett Gönczi Gábor volt a másik dobos. Átmenetileg diszkós és funkys korszaka is volt az együttesnek, ami ilyen stílusú igényesebb külföldi és saját számok előadását jelentette klubbulijaikon.)
A személyi változások folytatódtak, Zicsi után előbb Tóth Imre, majd Bessenyei György lett a basszusgitáros. Létmányi István (gitár), majd Kocsis Béla (billentyű) és Kiss Sándor (billentyű) alkotta ezután a zenekart, a győri győztes csapatot. Két billentyűssel a jazz-rock irányába tettek lépéseket. A Magyar Rádióban stúdiófelvételre kaptak lehetőséget: a Gravitáció, az Alma Mater és a Tejszínkerék címűekre. Ebből kifolyólag 1980-ban meghívták őket a Debreceni Jazz Napokra, amelyről koncertjüket a Magyar Rádió is sugározta.

### Az 1980-as évek és az Atlantisz
A ’70-es évek végi sikersorozat után némi törést okozott Kocsis Béla és Bessenyei György kilépése. Őket Tóth József (billentyű) és Méhes János (basszusgitár) követte. Ez idő tájt volt a Lux első külföldi fellépése. Debrecen testvérvárosába, a lengyelországi Lublinba kaptak meghívást, ahol a közönség elragadtatással fogadta őket. Az út igen kalandosra sikerült, amiben nagy szerepe volt a KISZ-bizottság által a zenekar rendelkezésére bocsátott műszakilag teljesen megbízhatatlan Robur-busznak. Ráadásul a turnéval egy időben tört ki Lengyelországban a forradalom. (Olaj volt a tűzre a politikailag feszült légkörben, hogy az egyik koncerten a dobszóló alatt Tóth Józsi egy hatalmas lengyel zászlót lobogtatva járkált a színpadon a közönség hatalmas ovációja közepette. Pikó szerint ekkor tört ki a forradalom.) Nem sokkal a turné után a Ludas Matyi vicclapban megjelent róluk egy karikatúra.
Tóth József kiszállása után huzamosabb ideig Hegedűs Sándor lett a billentyűs. Ismét nyugalmas és termékeny időszak következett. A Lux hozzálátott monumentális, több tételes rock-szvitjének, az Atlantisznak a megalkotásához. (Felállás: Tikász, Pikó, Hegedűs, Méhes, Kiss.) A zenekar művében az Atlantisz-legenda új értelmezést kapott. Míg a monda szerinti ősi kultúrát az emberi tevékenységtől független természeti erők pusztították el, mai világunkat új katasztrófa fenyegeti: az ember által okozott pusztítás réme. Miután a zenei anyag elkészült, a koncerteken komplex produkcióként került bemutatásra. Előadásában az Unió Mozgásszín (Tóth Dénes vezetésével) és a debreceni Maróthy Kórusból alakult kamarakórus vett részt. A Vojtina Bábszínház közreműködése, valamint Oláh Tibor fotóművész diaporámás vetítése tette színesebbé a koncerteket.
1984-ben a Lux is részt vett a „Dallal a Békéért” című országos fesztiválon, ahol a R.Evolúció című számukkal megnyerték a közönségdíjat. A „Dallal a Békéért” fesztivál és a róla készült lemez nem kapott kellő támogatottságot a vezető szervektől. Ennek oka az volt, hogy a részt vevő művészek és együttesek nem domborították ki, hogy a „szocialista békét” óhajtják. Ráadásul a politikai körök szemében túlságosan pacifistának bizonyultak a szerzemények. A következmény az lett, hogy az elkészült lemez példányait nem engedték bolti forgalomba hozni.
Az 1980-as évek végén érkezett turnéra hazánkba Elvis Aaron Presley Junior, akit Elvis Presley törvénytelen fiaként tartanak számon. Magyarországi fellépéseihez kísérőzenekart keresett, és a Luxra esett a választása. Országos turné keretében több nagyvárosban adták elő az Elvis-számokból álló műsort a kibővített Lux együttessel.

## Az első Lux-lemez
Az 1990-es évek elején felmerült, hogy Felkaival rögzíteni kellene a '70-es években írt szerzeményeket. Makranczy Béla énekes ekkor csatlakozott újra a Luxhoz. 1992-ben sikerült végre hosszabb hangfelvételi lehetőséghez jutni a Magyar Rádió stúdiójában, ahol ezzel egy időben koncertfelvétel is készült. Kazetta, majd 1994-ben CD formájában került kiadásra a felvételt turné követte. Ezután Méhes János kilépett, Dobó Gyula (basszusgitár) szállt be helyette. Ez a formáció (Felkai, Pikó, Tikász, Makranczy, Dobó) egészen a ’90-es évek végéig együtt maradt.

## Ethnosphera
Az 1990-es évek második fele ismét stílusváltást hozott a zenekar számára. Pikó a Kanadában élő sógora kérésére szintetizátoron elkészítette „A Csitári hegyek alatt” című magyar népdal-feldolgozást. Ezt hallván a többi Lux-zenész is fellelkesedett, és elhatározták, hogy magyar népdalokat fognak feldolgozni modern hangszereléssel. Kiindulási pontjuk a következő volt: a blues egyfajta amerikai népzene, a blues elektromos hangszerekkel előadott, némiképp modernizált változata a világ minden táján népszerű lett (a Lux is ezt a fajta zenét játszotta legtöbbet). Ennek mintájára, ha a blues helyett a magyar népzene lesz a kiindulási alap, hasonlóképp népszerűsíthetik és juttathatják el ahhoz a közönséghez, amely a rockzenét szereti, de népzenét egyébként nem hallgat. A tagok arra is ráébredtek, hogy a szocialista rendszerben a tiltott gyümölcs – a nyugati zene – édesebb volt, ezért nem foglalkoztak saját gyökereikkel, a magyar zenével.
Kezdetben ötfős felállással, Pikó; Tikász; Makranczy; Dobó és Szabó Lajos (billentyű) dolgoztak fel magyar népdalokat. Dobót Gombos Géza követte a basszus poszton, Szabó Lajost pedig Hegedűs Sándor a billentyűknél. Ezzel az öt fővel már koncerteken is előadták a műsort. Hamarosan rájöttek, hogy akkor válhatna teljessé a törekvésük, ha népzenészek is csatlakoznának a Luxhoz. Felvették a kapcsolatot a szintén debreceni Szeredás népzenei együttessel (Kálmán „Cucás” Péter – hegedű, Pete László – brácsa, Simkó Gyöngyi – bőgő). Az ő segítségükkel sikerült a népzenei hagyományok ősi szellemiségét ötvözni a modern hangszerekkel. Ösztönzőleg hatott a zenekarra egyik barátjuk, Kovács Imre, aki amerikai lemezfelvételi lehetőséggel és turnéval kecsegtette őket. Végül a Lux debreceni próbatermében és stúdiójában készült el a felvétel 1999-ben, és a Periferic Records kiadásában jelent meg az év végén Ethnosphera címmel.
Magyar zenekarok népzenét felhasználó korábbi próbálkozásaitól abban különbözik az Ethnosphera, hogy a Lux és a Szeredás csak autentikus magyar népdalokat dolgozott fel. Zenei stíluskritériumokban pedig vigyáztak arra, hogy ne elvegyenek, hanem hozzátegyenek valamit az ősi zenéhez, szervesen egyesítve a régit.
A lemez és a koncertek nagy szakmai- és közönségsikert arattak. Jelentős koncertek: a Debreceni Virágkarnevál főtéri koncert; Művészetek Völgye – Kapolcs; Sárospataki Folk hétvége; Paderborn – Debrecen testvérvárosi napok (Németország) stb. A koncertek némelyikén a Debreceni Népi Együttes koreografált táncjátékkal tette látványossá az előadást.
Akkoriban érte el a zenekar megalakulásának harmincadik évfordulóját, amit Debrecen Város Önkormányzata Csokonai Díjjal ismert el 1999-ben.

## A kétnyakú gitárok
A 2000-es évek elején a zenekar amellett, hogy koncertezett Ethnosphera műsorával, blues-rock koncerteket is adott. Felkai Miklós is gyakran hazatért Debrecenbe egy-egy Lux-fellépés erejéig. Ekkoriban született meg az elhatározás, hogy megvalósítanak egy korai formációjukhoz kötődő régi álmot. Tikász Sándor a ’70-es években kitalálta, hogy trióban zeneileg a legjobban két olyan egyforma kétnyakú gitárral tudnák kifejezni magukat, ahol a felső rész szólógitár, az alsó basszus. Így felváltva tudna a két gitáros szólózni és basszusozni. Az évek során anyagi és egyéb okok miatt ezt az elgondolást nem tudták kivitelezni. 2008 decemberében viszont már megtarthatták első koncertjüket a két új kétnyakú gitárral. Ez a törekvés valószínűleg egyedülálló a világon, mert bár zenekarok szívesen használnak kétnyakú gitárokat, de nem két azonos felszerelésűt egyszerre, ráadásul váltakozó szerepkörben. Az új hangszerek mellé új számok is születtek, ezek a műsorban vegyesen szerepelnek a régi Lux-dalokkal. Tehát újra együtt az alapító trió, Felkai, Pikó és Tikász, a szólóénekes továbbra is Makranczy Béla. A koncerteken csatlakozik a két régi Lux-tag, Kiss Sándor (billentyűsök) és Létmányi István (gitár) is.

## A 40 éves jubileumi koncert
„Rég volt, negyven éve már…” – emlékezik a zenekar az együtt töltött időkről a Lux-dalban: A Lux együttes megalakulásának negyvenedik évfordulójának közeledtével a tagok elhatározták, hogy az évfordulót méltó koncerttel kell megünnepelni. Összeállítottak egy csokrot az elmúlt évtizedek emlékezetes saját szerzeményeiből, mellettük az elkészült új számok is hangsúlyos szerepet kaptak a műsorban. A Főnix Rendezvényszervező Kht. biztosította, hogy az ünnepi koncertet a Debreceni Tavaszi Fesztivál programjaként a Kölcsey Központ nagytermében rendezhessék meg, 2010. április 2-án. Az együttes korábbi korszakaiban meghatározónak számító zenészek vendégművészként fellépve idézték fel a régi idők hangulatát. Természetesen a Szeredás népzenei együttessel közösen az Ethnosphera-albumról is elhangzott két szerzemény.
A nagysikerű, teltházas koncert sok régi Lux-rajongónak szerzett örömteli és emlékezetes pillanatokat. A koncertről az Alföld Televízió felvételt készített, a koncertfilm-DVD a RockinforM magazin 2012. június-júliusi számának mellékleteként jelent meg.

## A koncerten közreműködtek

### LUX együttes
- Tikász Sándor – kétnyakú szóló/basszusgitár, gitár, ének
- Felkai Miklós – kétnyakú szóló/basszusgitár, billentyűsök, ének
- Pikó Sándor – dob, szájharmonika
- Makranczy Béla – ének

### Közreműködők
- Kiss Sándor – billentyűsök
- Létmányi István – gitár

### Vendégként fellépett
- Dobó Gyula – basszusgitár
- Méhes János – basszusgitár
- Nagy Istók László („Zicsi”) – basszusgitár

### Ethnosphera
- Hegedűs Sándor – billentyűsök
- Gombos Géza – basszusgitár, és a

### Szeredás Népzenei Együttes
- Kálmán Péter („Cucás”) – hegedű
- Pete László – brácsa
- Simkó Gyöngyi – nagybőgő